# Miroirs
Miroirs (Espejos) es una suite de cinco piezas para piano compuesta por el francés Maurice Ravel entre 1904 y 1905. Fue estrenada por el pianista español Ricardo Viñes el 6 de enero de 1906 en la Salle Érard. Cada una de las piezas está dedicada a uno de sus amigos, cinco miembros del grupo artístico vanguardista, Les Apaches. En ese mismo año, fue editada por Eugène Demets.

## Historia
Alrededor de 1900, Maurice Ravel se unió a un grupo de jóvenes artistas innovadores, poetas, críticos y músicos conocidos como "Les Apaches", el equivalente en francés a lo que hoy serían los "hooligans", un término acuñado por Ricardo Viñes para referirse esta "banda de parias artísticos". Para rendir homenaje a sus compañeros artistas, Ravel comenzó a componer Miroirs en 1904 y lo terminó al año siguiente. Las piezas 3 y 4 fueron posteriormente orquestadas por el propio Ravel en 1906 (revisada en 1926) y 1918 respectivamente, mientras que la 5 sería orquestada por Percy Grainger y Ernesto Halffter.
La intención de Ravel era mostrar imágenes visuales y atmósferas de cinco personajes diferentes, cada uno mirando un espejo. Participan en el estilo impresionista de Ravel, que justificó su título, citando a Shakespeare: "La vista misma no se conoce antes de haber viajado y reencontrado un espejo donde se pueda reconocer."(Julio César, acto I, escena 2.)
Esta obra se terminó de componer el mismo año que su Sonatina para piano, donde Ravel evocaba una atmósfera delicada e imprecisa.

## Estructura
Cinco piezas de piano:

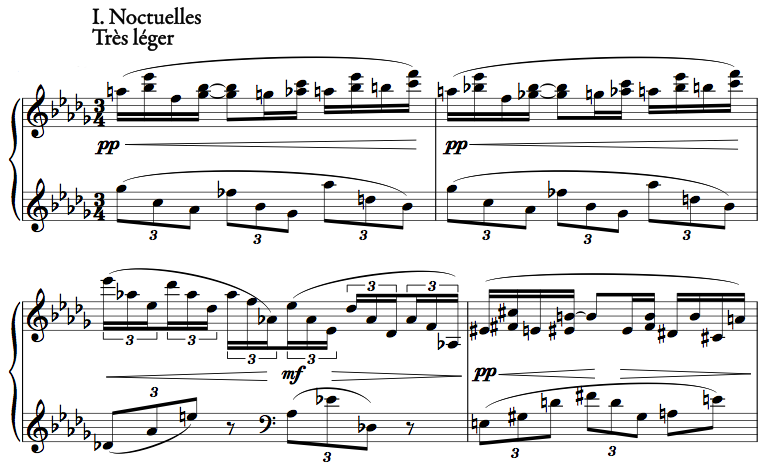
Noctuelles.

1. Noctuelles ("Polillas"). Dedicada a Léon-Paul Fargue, Noctuelles es una pieza altamente expresiva que comienza con una serie cromática, manteniendo un estado de ánimo oscuro y nocturno que evoca el vuelo de las polillas, animales nocturnos. La sección central es más calmada con melodías ricas y acordes.

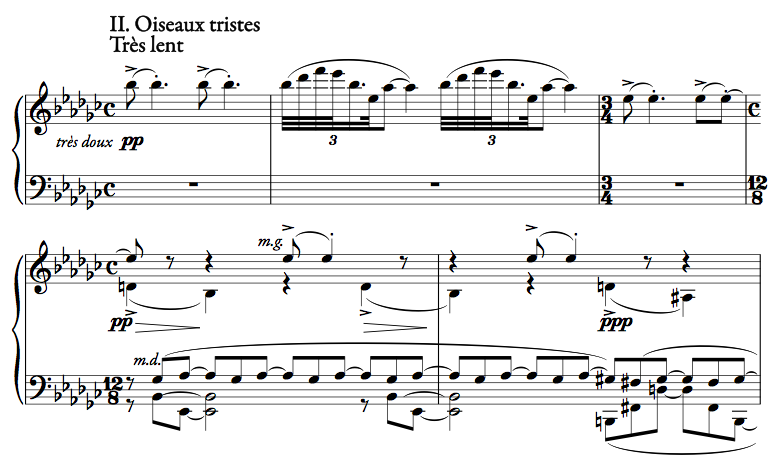
Oiseaux tristes.

1. Oiseaux tristes ("Pájaros tristes"). Dedicada a Ricardo Viñes, la más corta, evoca un pájaro solitario silbando una triste melodía, después de que otros se le unen participando en una verdadera polifonía de pájaros. La sección central muy coloreada armónicamente, es más exuberante y continúa con una cadencia solemne que trae de nuevo el estado de ánimo melancólico del comienzo, como si todos estos pájaros cantaran, cada uno a su propia soledad. Ravel consideraba esta pieza como la más importante y afirmaba que quería evocar a "los pájaros perdidos en un oscuro bosque durante las horas más calurosas del verano".

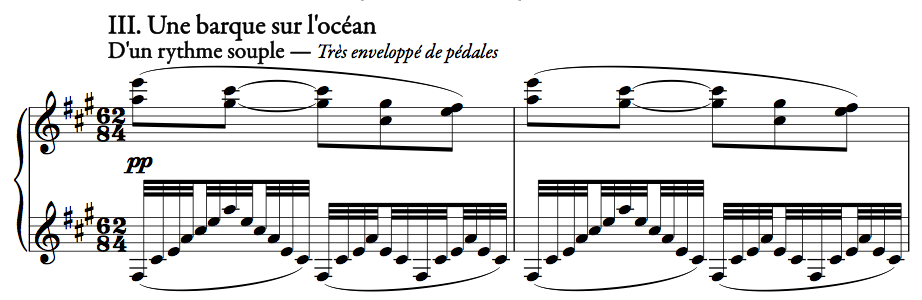
Une barque sur l'océan.

1. Une barque sur l'océan ("Una barca en el océano"). Dedicada a Paul Sordes, evoca un barco que navega sobre las olas del océano. Las secciones arpegiadas y las melodías imitan el fluido de las corrientes oceánicas. Es la pieza más larga y la segunda de más difícil ejecución.

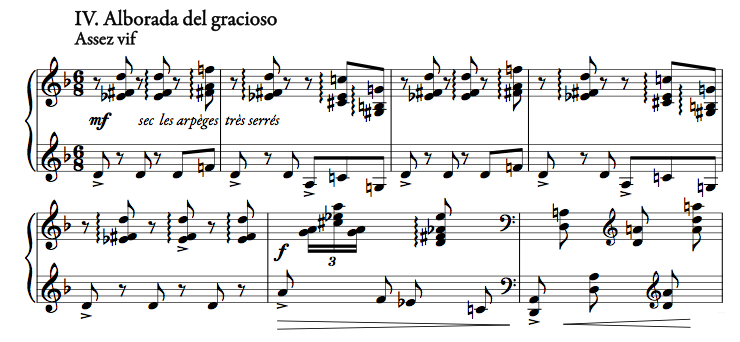
Alborada del gracioso.

1. Alborada del gracioso. Dedicada a Michel-Dimitri Calvocoressi, esta alborada es una pieza técnicamente difícil de ejecutar que integra danzas populares españolas en complejas melodías, con reminiscencias de guitarras. Contiene melodías impresionistas y pasajes de considerable virtuosismo, considerándose las notas repetidas como uno de los pasajes más difíciles en la música de piano.

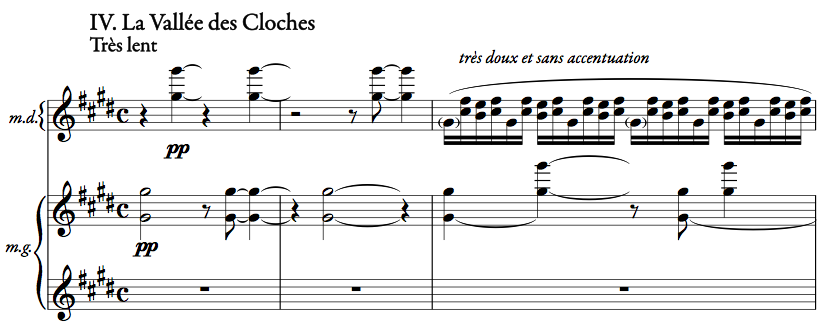
La vallée des cloches.

1. La vallée des cloches ("El valle de las campanas"). Dedicada a Maurice Delage, el primer alumno de Ravel. La inspiración de la pieza, en una atmósfera poética, se encuentra en el sonido de las campanas de una iglesia, bañado en un clima de ensueño a la vez místico y voluptuoso, desde las delicadas campanas de la apertura hasta las campanas ascendentes del cierre, mediante un sutil uso de armonías sonoras. Algunas de las melodías más sorprendentes de Ravel se producen en esta pieza, a menudo con exuberantes armonizaciones.

## Discografía selecta
- Walter Gieseking, 1950
- Marcelle Meyer, 1954
- Vlado Perlemuter, 1955 et 1973
- Samson François, 1967
- Jean-Philippe Collard, 1979
- Sviatoslav Richter, live 1994
- André Laplante, 1994
- Alexandre Tharaud, 2003
- Louis Lortie, 2003 (Chandos)
- Abbey Simon, 2007
- Jean-Efflam Bavouzet, 2012